# Vana-Võidu
Vana-Võidu är en ort i Estland. Den ligger i Viiratsi kommun och landskapet Viljandimaa, i den centrala delen av landet, 130 km söder om huvudstaden Tallinn. Vana-Võidu ligger 62 meter över havet och antalet invånare är 517.
Terrängen runt Vana-Võidu är platt. Runt Vana-Võidu är det glesbefolkat, med 17 invånare per kvadratkilometer. Närmaste större samhälle är Viljandi, 4,8 km sydväst om Vana-Võidu. Omgivningarna runt Vana-Võidu är en mosaik av jordbruksmark och naturlig växtlighet.